# Чжу, Григорий
Григо́рий Чжу Шипу (кит. 格里高利·朱世朴; 11 мая 1925, Пекин — 21 сентября 2000, Харбин) — священнослужитель Китайской православной церкви Московского Патриархата. Настоятель Покровского храма в Харбине (1956—1958, 1984—2000).

## Биография
Родился 11 мая 1925 года в семье албазинцев. Фамилия Чжу является китаизированной формой русской фамилии Чекалов. В 1930-е годы учился в Русской духовной миссии в Пекине. Прекрасно овладел русским языком. Обладал хорошим певческим голосом.
В конце 1940-х годов прибыл в Харбин вместе с священником-миссионером Даниилом Хэ. В 1950 году был рукоположен в сан диакона, а в 1951 году — в сан священника к Благовещенской церкви.
В 1955 году становится настоятелем Михаило-Архангельского храма в городе Далянь, но вскоре перешёл в клир Харбинской епархии и в 1956 году становится настоятелем Покровского храма на Старом Кладбище, где прослужил до 1958 года, когда кладбище было разрушено, а храм на долгие годы закрыт.
В 1966 году после начала «культурной революции», его вместе с женой посадили в подвал, били, заставляли отречься от веры. Долго держали допрашивали, опять били. Жену выпустили, но от всего пережитого она частично лишилась рассудка. Из пыточной камеры Григория препроводили в каменоломню, где он пробыл 12 лет с 1966 по 1978 годы. За эти годы он непоправимо подорвал здоровье. Тогда и появилась у него сильная сутулость
После окончания периода «культурной революции» православные люди Харбина предпринимали попытки упорядочить свою духовную жизнь. В частности, властям Харбина, провинции Хэйлунцзян и в Пекин писались письма с просьбой открыть для богослужений православную церковь. Наконец, в конце 1983 года в Пекине было получено разрешение на проведение богослужений в Покровском храме. После утверждения его настоятелем Григорий Чжу активно взялся обустраивать храм. Съездил в Пекин и привез оттуда 16 больших ящиков с православными иконами, утварью и некоторой богослужебной литературой. Но очень многих нужных для проведения богослужений вещей на первом этапе не хватало. Например, форм для выпечки просфор, церковных книг. С просьбами о помощи прихожане обращались к выходцам из Харбина, жившим в те годы в разных странах мира. В храме начался ремонт: восстанавливали иконостас, кресты на куполах, заново покрасили наружные стены, тем самым скрыв первоначальный удивительный облик храма.. При храме сложился небольшой приход из осколков былой русской общины и детей от смешанных русско-китайских браков. Григорию Чжу преданно помогал псаломщик М. М. Мятов.
В 1993 году КНР посетила делегация Русской Православной Церкви во главе с митрополитом Смоленским и Калининградским Кириллом (Гундяевым) — это был первый официальный церковный визит в Китай после многолетнего затруднения в отношениях. 31 января 1994 года вступило в силу «Положение о регулировании религиозной деятельности иностранных граждан на территории КНР», позволяющее иностранным священнослужителям «совершать богослужения по приглашению китайских религиозных организаций и при согласии Управления по делам религии при Госсовете КНР». В том же году состоялся ответный визит китайской церковной делегации во главе со священником Григорием Чжу в Россию, в ходе которого отец Григорий участвовал в патриаршем богослужении и был удостоен права ношения наперсного креста с украшениями. В 1996 году получил из Московской Патриархии миро и антиминс.
Уже будучи тяжело больным, на инвалидной коляске, стойко переносил свой недуг и по мере возможности исполнял свой долг священника.
Скончался 21 сентября 2000 года в Харбине после долгой болезни. Прихожане Харбинского Покровского храма обратились в Отдел культов провинции Хэйлунцзян с просьбой пригласить для совершения обряда погребения новопреставленного иерея находившегося в те дни в служебной командировке в Пекине сотрудника ОВЦС МП священника Дионисия Поздняева. Однако разрешения на это от китайских властей получено не было, и о. Григорий был погребён 23 сентября мирским чином на русском православном участке харбинского городского кладбища Хуаншань.